# Pomachromis richardsoni
Pomachromis richardsoni är en fiskart som först beskrevs av Snyder, 1909.  Pomachromis richardsoni ingår i släktet Pomachromis och familjen Pomacentridae. Inga underarter finns listade i Catalogue of Life.